# FK Lokomotiv Nijni Novgorod
Maillots
Le Lokomotiv Nijni Novgorod (en russe : «Локомотив» Нижний Новгород) est un ancien club russe de football basé à Nijni Novgorod et fondé en 1916.
Dissoute en 2006, l'équipe est recrée à l'échelon amateur en 2015.

## Bilan sportif

### Palmarès
- Coupe européenne des chemins de fer (1) :
  - Vainqueur : 1991.

### Classements en championnat
La frise ci-dessous résume les classements successifs du club en championnat.

### Bilan par saison
| Saison    | Championnat          | Championnat          | Championnat          | Championnat          | Championnat          | Championnat          | Championnat          | Championnat          | Championnat          | Championnat          | Coupe d'URSS        |
| Saison    | Division             | Pos                  | Pts                  | J                    | V                    | N                    | D                    | BP                   | BC                   | Diff                 | Coupe d'URSS        |
| --------- | -------------------- | -------------------- | -------------------- | -------------------- | -------------------- | -------------------- | -------------------- | -------------------- | -------------------- | -------------------- | ------------------- |
| 1987      | 3e Zone 2            | 11e                  | 29                   | 32                   | 8                    | 13                   | 11                   | 23                   | 30                   | -7                   | —                   |
| 1988      | 3e Zone 2            | 9e                   | 30                   | 32                   | 10                   | 10                   | 12                   | 30                   | 27                   | +3                   | —                   |
| 1989      | 3e Zone 2            | 1er                  | 69                   | 42                   | 31                   | 7                    | 4                    | 84                   | 20                   | +64                  | —                   |
| 1990      | 2e                   | 16e                  | 31                   | 38                   | 10                   | 11                   | 17                   | 39                   | 58                   | -19                  | —                   |
| 1991      | 2e                   | 8e                   | 47                   | 42                   | 17                   | 13                   | 12                   | 46                   | 35                   | +11                  | Premier tour        |
| 1991      | 2e                   | 8e                   | 47                   | 42                   | 17                   | 13                   | 12                   | 46                   | 35                   | +11                  | Premier tour        |
| Saison    | Championnat          | Championnat          | Championnat          | Championnat          | Championnat          | Championnat          | Championnat          | Championnat          | Championnat          | Championnat          | Coupe de Russie     |
| Saison    | Division             | Pos                  | Pts                  | J                    | V                    | N                    | D                    | BP                   | BC                   | Diff                 | Coupe de Russie     |
| 1992      | 1re                  | 6e                   | 34                   | 32                   | 9                    | 16                   | 7                    | 26                   | 29                   | -3                   | —                   |
| 1993      | 1re                  | 11e                  | 30                   | 34                   | 12                   | 6                    | 16                   | 34                   | 49                   | -15                  | Huitièmes de finale |
| 1994      | 1re                  | 8e                   | 30                   | 30                   | 11                   | 8                    | 11                   | 34                   | 34                   | 0                    | Seizièmes de finale |
| 1995      | 1re                  | 12e                  | 29                   | 30                   | 6                    | 11                   | 13                   | 28                   | 42                   | -14                  | Seizièmes de finale |
| 1996      | 1re                  | 8e                   | 45                   | 34                   | 13                   | 6                    | 15                   | 39                   | 50                   | -11                  | Huitièmes de finale |
| 1997      | 1re                  | 17e                  | 23                   | 34                   | 6                    | 5                    | 23                   | 26                   | 60                   | -34                  | Seizièmes de finale |
| 1998      | 2e                   | 2e                   | 77                   | 42                   | 23                   | 8                    | 11                   | 65                   | 34                   | +31                  | Seizièmes de finale |
| 1999      | 1re                  | 11e                  | 33                   | 30                   | 9                    | 6                    | 15                   | 33                   | 48                   | -15                  | Deuxième tour       |
| 2000      | 1re                  | 15e                  | 18                   | 30                   | 3                    | 9                    | 18                   | 16                   | 47                   | -31                  | Seizièmes de finale |
| 2001      | 2e                   | 18e                  | 32                   | 34                   | 9                    | 5                    | 20                   | 26                   | 58                   | -32                  | Seizièmes de finale |
| 2002      | 4e Privoljié         | 1er                  | 62                   | 26                   | 20                   | 2                    | 4                    | 70                   | 21                   | +49                  | Quatrième tour      |
| 2003      | 3e Oural-Povoljié    | 11e                  | 43                   | 38                   | 11                   | 10                   | 17                   | 42                   | 54                   | -12                  | Premier tour        |
| 2004      | 3e Oural-Povoljié    | 17e                  | 34                   | 36                   | 9                    | 7                    | 20                   | 33                   | 54                   | -21                  | Quatrième tour      |
| 2005      | 3e Oural-Povoljié    | 9e                   | 51                   | 36                   | 13                   | 12                   | 11                   | 46                   | 47                   | -1                   | Deuxième tour       |
| 2005      | 3e Oural-Povoljié    | 9e                   | 51                   | 36                   | 13                   | 12                   | 11                   | 46                   | 47                   | -1                   | Premier tour        |
| 2006-2015 | Club inactif         | Club inactif         | Club inactif         | Club inactif         | Club inactif         | Club inactif         | Club inactif         | Club inactif         | Club inactif         | Club inactif         | Club inactif        |
| 2016-2018 | Championnat régional | Championnat régional | Championnat régional | Championnat régional | Championnat régional | Championnat régional | Championnat régional | Championnat régional | Championnat régional | Championnat régional | —                   |
| 2019      | 4e Povoljié          | 10e                  | 30                   | 28                   | 10                   | 0                    | 18                   | 40                   | 55                   | -15                  | —                   |

Légende
- Promotion en division supérieure
- Relégation en division inférieure

### Bilan européen
Le Lokomotiv prend part à sa seule et unique compétition européenne en 1997, année qui le voit participer à la Coupe Intertoto. Faisant son entrée lors de la phase de groupes, le club termine à la première place du groupe 11, affichant un bilan de quatre victoires en autant de matchs. Son parcours s'arrête cependant lors du tour suivant qui le voit tomber contre l'Halmstads BK.
Note : dans les résultats ci-dessous, le score du club est toujours donné en premier.
| Saison | Compétition     | Tour         | Club               | Domicile | Extérieur | Total   |
| ------ | --------------- | ------------ | ------------------ | -------- | --------- | ------- |
| 1997   | Coupe Intertoto | Groupe 11    | Proleter Zrenjanin | 1 - 0    | N/A       | Premier |
| 1997   | Coupe Intertoto | Groupe 11    | Publikum Celje     | N/A      | 2 - 1     | Premier |
| 1997   | Coupe Intertoto | Groupe 11    | Antalyaspor        | 1 - 0    | N/A       | Premier |
| 1997   | Coupe Intertoto | Groupe 11    | Maccabi Haïfa      | N/A      | 4 - 0     | Premier |
| 1997   | Coupe Intertoto | Demi-finales | Halmstads BK       | 0 - 0    | 0 - 1     | 0 - 1   |

Légende
- Victoire ou qualification pour le tour suivant
- Match nul
- Défaite ou élimination de la compétition

## Personnalités du club

### Entraîneurs
La liste suivante présente les différents entraîneurs du club depuis 1987.
- Aleksandr Chtcherbakov (1987)
- Aleksandr Mirzoian (1987-1988)
- Nikolaï Kozine (1988)
- Valeri Ovtchinnikov (1989-2000)
- Nikolaï Kozine (2000)
- Valeri Ovtchinnikov (2000-2001)
- Nikolaï Kozine (2001)
- Stanislav Feoktistov (2001)
- Valeri Sinaou (2001)
- Guennadi Masliaïev (2002-2003)
- Valeri Bondarenko (2004)
- Fiodor Gagloïev (2004)
- Guennadi Masliaïev (2005)
- Sergueï Pedykine (2016)
- Denis Kourouchine (2017)
- Igor Gorelov (2017-2018)
- Alekseï Pavlytchev (2019-)

### Joueurs emblématiques
Les joueurs internationaux suivants ont joué pour le club. Ceux ayant évolué en équipe nationale lors de leur passage au Lokomotiv sont marqués en gras.
- Dmitri Kuznetsov
- Sergueï Gorloukovitch
- Vladimir Tatarchouk
- Ivan Hetsko
- Dmitri Cheryshev
- Andreï Afanasiev
- Piotr Bystrov
- Lioubomir Kantonistov
- Iouri Matveïev
- Guennadi Nijegorodov
- Andreï Novosadov
- Andrey Movsisyan
- Artur Petrossian
- Aleksandr Orechnikov
- Mikalay Ryndzyuk
- Andreï Satsunkevich
- Vladimir Sheleg
- Valeri Shantalosov
- Kakhaber Gogichaishvili
- Gocha Gogrichiani
- Zurab Ionanidze
- Zurab Popkhadze
- Igor Avdeïev
- Aleksandr Familtsev
- Ruslan Gumar
- Sergueï Timofeev
- Arsen Tlekhugov
- Viktor Zubarev
- Zakir Jalilov
- Nazim Adjiev
- Aleksandrs Isakovs
- Virginijus Baltušnikas
- Vidas Dančenka
- Darius Gvildys
- Vadimas Petrenko
- Nerijus Vasiliauskas
- Marek Hollý
- Arsen Avakov
- Mukhsin Mukhamadiev
- Rustam Khaidaraliev
- Yuriy Kalitvintsev
- Yuriy Moroz
- Vladyslav Prudius
- Aleksandr Sayun
- Mihai Drăguș

## Identité visuelle

Ancien logo.
Logo actuel.